# Philaccolilus aterrimus
Philaccolilus aterrimus là một loài bọ cánh cứng trong họ Bọ nước. Loài này được Balke, Larson, Hendrich & Konyorah miêu tả khoa học năm 2000.